# Mikrotron
Mikrotron – akcelerator cząstek zaliczany do akceleratorów kołowych; używany jest do przyspieszania elektronów. Układ składa się z elektromagnesów zakrzywiających tor cząstek oraz elektrod przyśpieszających polem elektrycznym, swoją budową przypomina cyklotron.
Elekton przebiegając między elektrodami przyśpieszającymi zwiększa energię o wartość:
{\displaystyle \Delta E=Ue.}
Po opuszczeniu elektrod elektron dostaje się w obszar pola magnetycznego, które zakrzywia jego tor, pole magnetyczne jest tak ukształtowane, by elektron powrócił między elektrody przyspieszające, bez względu na jego prędkość.